# Audrey Tautou
Audrey Tautou (Belmont, Alvèrnia, 9 d'agost de 1976) és una actriu de cinema francesa.
Filla d'un dentista i una professora, va passar la infantesa i l'adolescència a Montleçon, departament d'Alier, sempre a l'Alvèrnia.

## L'adolescència, anys d'estudis
Aquesta actriu mesura 1.60 cm. El seu pare és odontòleg i la seva mare mestra d'escola. Afirma que els seus pares estan tan orgullosos d'ella com de la resta de germans, i afegeix: "He tingut la sort de créixer en el si d'una família totalment normal".
Fou una bona estudiant amb notes altes. Estudià piano durant sis anys, i inclús arribà a actuar amb una orquestra de joves d'Alvèrnia (França), tocant l'oboè; malgrat tot, com ella ha declarat, mai va tenir pretensions de dedicar-se a la música, perquè creu que no tenia el nivell suficient per a això.
Des de la infància ha estat una apassionada dels simis, especialment els ximpanzés, fet que la portà a fer de Dian Fossey, una de les seves heroïnes. Als deu anys volia dedicar-se a l'antropologia, com la protagonista de Goril·les en la boira, que òbviament es convertí en un dels seus films favorits.
Estudià literatura moderna. En la seva adolescència estava ja convençuda que volia desenvolupar una carrera artística, però no havia pensat encara a dedicar-se més concretament a la interpretació, cosa que va fer seguint un curs en el centre Ecole d'Art Cours Florent.

## Petits primer treballs
Les primeres oportunitats per treballar com a actriu li arribaren a través de la pantalla petita, apareixent en diversos telefilms de la cadena TF1 a finals dels anys noranta.
El seu company sentimental, Lance Mazmanian, és escriptor, malgrat que ha estat moltes d'altres coses en el cinema. Nascut a Las Vegas, treballà sense acreditar en la selecció de localitzacions per a Rain Man i també en el departament artístic de Doble assassinat (Kill me again), exercí com a actor en la sèrie de TV Nasty Boys, fou director de segona unitat en la minisèrie de TV Lucky Chances i assistent de direcció a Operació Las Vegas.

## Comença la professionalitat
La seva primera oportunitat seriosa des del punt de vista professional arribà després que la realitzadora Tonie Marshall l'incorporés al repartiment del seu llarg metratge Venus, saló de bellesa (Vénus Beuté (Institut)), en què Audrey es pogué mesurar amb dues de les millors actrius del cinema gal, Mathile Seigner i Nathalie Baye. El paper de Marie aprenenta d'esteticista, en aquest film, li proporcionà el premi Cèsar, que ve a ésser quelcom així com l'equivalent francès de l'Oscar, en la categoria de millor actriu revelació. A partir d'aquest moment començà a treballar en diferents llarg metratges que foren l'avant-sala del trampolí definitiu que li permeté el salt a l'estrellat, Amélie. Inicialment el paper de la innocent protagonista d'aquest conte urbà era Emily Watson, que declinà l'oferta malgrat interessar-li el paper pretextant que no parlava francès, encara que a més volia anar-se'n a fer Gossford Park (2001) amb Robert Altman. L'èxit rotund d'aquest llarg metratge catapultà la carrera d'Audrey internacionalment. Jean-Pierre Jeunet l'elegí com a alternativa després de veure-la en un cartell anunciador de, Vènus, saló de bellesa. L'actriu ha confessat que després de llegir el guió veié una pel·lícula anterior del director, Delicatessen, i fou presa de l'angoixa. L'endemà arribà al plató de rodatge una hora abans de la cita.

## Aficions
Els seus autors favorits són Victor Hugo, Oscar Wilde, el poeta Baudelaire i Paul Auster. Els músics que més li agraden són Ravel, Mozart i Chopin. Llur actor preferit és Paul Newman, i les actrius més admirades són Meryl Streep, Juliette Lewis, Jodie Foster i Julianne Moore. Els films preferits són A bout de souffle, de Jean-Luc Godard, i Barry Lyndon, de Stanley Kubrick.
Ron Howard, el seu director en El codi Da Vinci, afirma d'ella: "Quan feu la seva prova d'una escena amb Tom Hanks, hi hagué entre ells una extraordinària química immediatament".
És tímida, cosa que la porta a dir que no parla bé l'anglès, malgrat parlar-lo perfectament. Els seus companys de repartiment, com Dominique Pinon, que va treballar amb ella a Amélie, la defineixen com a creativa i atenta.
Encara que ha declarat "M'agrada estar entre les estrelles. És agradable no tenir els peus en la terra", els que la coneixen afirmen que ha sabut digerir molt bé el seu èxit i no s'ha deixat arrossegar pel pitjors vicis de la fama o el divisme. Per altra banda opina que: "Els actors que no han conegut mai l'èxit deuen sentir que els manca quelcom".

## Premis
Entre els seus premis i nomenaments conta els de: Actriu revelació atorgat pel Canal Plus el 1998, Millor actriu en el festival de cinema de Bèziers, nomenament a la millor actriu europea per Amélie, pel·lícula que també guanyà el Lumières 2001 a la millor actriu revelació i un altre nomenament al Globus d'Or, i un altre nomenament al premi César com a millor actriu principal per Llargo diumenge de festeig.
A més el 21 de febrer de 2005 rebé, junt amb l'actor alemany Daniel Bruhl, el premi De Gaulle-Adenauer, amb el qual es recompensa un paper destacat en les relacions entre França i Alemanya.

## Contactes
La direcció del seu agent en Europa és: Audrey Tautou, Artmedia 20, avenue Rapp, 75007, París, França. El seu agent és: Claire Blondel.
Una de les coses que més l'han sorprès del seu ascens a l'estrellat és haver descobert la quantitat de pàgines d'internet que li dediquen els seus admiradors.

## Filmografia
- 1996: Cœur de cible (TV) de Laurent Heynemann
- 1997: La vérité est un vilain défaut (TV) de Jean-Paul Salomé
- 1997: Les Cordier, juge et flic (sèrie de televisió)
- 1998: Casting: Archi-dégueulasse (curtmetratge)
- 1998: La vieille barrière (curtmetratge)
- 1998: Julie Lescaut (sèrie de televisió)
- 1998: Chaos technique (TV)
- 1998: Bébés boum (TV)
- 1998: Vénus beauté (institut) de Tonie Marshall
- 1999: Triste à mourir (curtmetratge)
- 1999: Le Boiteux: Baby blues (TV)
- 1999: Épouse-moi de Harriet Marin
- 1999: Voyous, voyelles de Serge Meynard
- 1999: El llibertí de Gabriel Aghion
- 2000: Le Battement d'ailes du papillon de Laurent Firode
- 2001: Amélie de Jean-Pierre Jeunet
- 2001: Dieu est grand, je suis toute petite de Pascale Bailly
- 2001: Només et tinc a tu de Laetitia Colombani
- 2001: Una casa de bojos de Cédric Klapisch
- 2001: Les Marins perdus de Claire Devers
- 2002: Dirty Pretty Things de Stephen Frears
- 2002: Happy End, d'Amos Kollek
- 2003: A la boca no d'Alain Resnais
- 2004: Llarg diumenge de festeig de Jean-Pierre Jeunet
- 2005: Les Poupées russes de Cédric Klapisch
- 2006: El codi Da Vinci de Ron Howard
- 2006: Un engany de luxe de Pierre Salvadori
- 2007: Junts i res més de Claude Berri
- 2009: Coco, de la rebel·lia a la llegenda de Chanel d'Anne Fontaine
- 2011: La delicadesa de David Foenkinos
- 2012: Thérèse Desqueyroux de Claude Miller
- 2012: L'Ecume des Jours de Michel Gondry
- Referències:Revista de Cinema Acción de l'estiu del 2007.